# Fashoda-incident

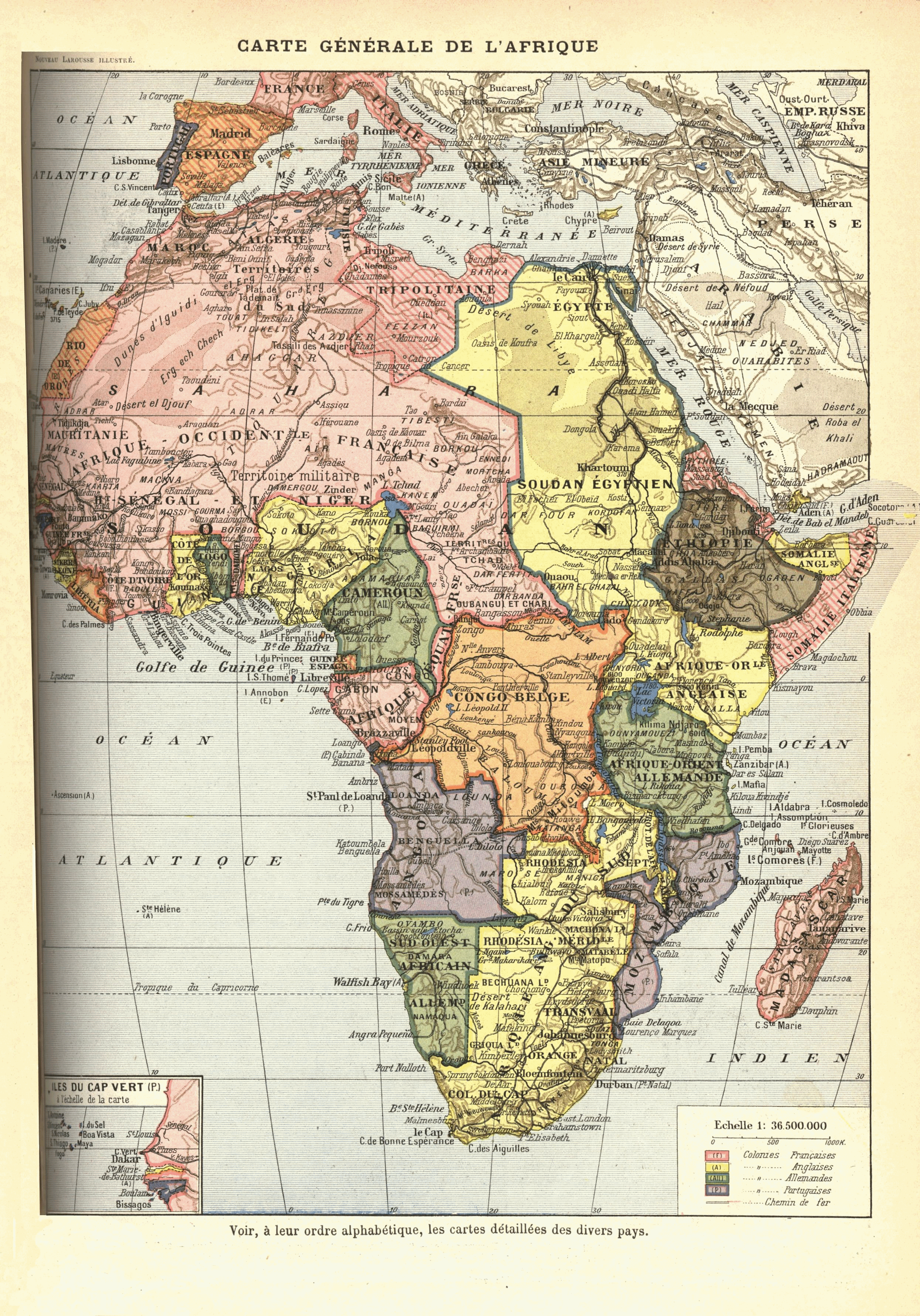
Kaart van Afrika in 1898 (gemaakt in 1912). Britse gebiedsaanspraken in het geel, Franse in het roze.

Bij het Fashoda-incident of Fasjoda-incident kwamen in 1898 bij de Egyptische militaire post Fashoda of Fasjoda (thans Kodok in Zuid-Soedan) in de Soedan de rivaliserende grootmachten Frankrijk en het Verenigd Koninkrijk tegenover elkaar te staan in hun ambities grote delen van het Afrikaans continent onder hun heerschappij te brengen. Het Franse streven was de beschikking te krijgen over een ononderbroken strook grondgebied vanaf de Atlantische Oceaan in het Westen, via de Sahara, tot aan de Rode Zee in het Oosten. Het Britse streven was een ononderbroken strook grondgebied te bezitten van Egypte in het Noorden tot aan het Zuiden van Afrika en de Indische Oceaan. Fashoda lag in een gebied waar beide landen hun oog op hadden laten vallen en een gewapend treffen tussen de strijdkrachten kon ternauwernood worden voorkomen. De Britten hadden zich in 1885 uit het gebied teruggetrokken na een opstand van de Mahdi burgerbevolking.

## Achtergrond
De achtergrond werd gevormd door het streven van een aantal koloniserende mogendheden, met name Groot-Brittannië en Frankrijk, en in mindere mate België, Duitsland, Portugal, Spanje en Italië, om een zo groot mogelijk deel van Afrika binnen hun heerschappij te krijgen. Dit veroveringsproces is in de engelstalige geschiedschrijving bekend geworden als de Scramble for Africa, op de Koloniale Conferentie van Berlijn (1884-1885) waren door de kolonialisten onderling afspraken gemaakt voor een geordend verloop van dit veroveringsproces.
De Britse heerschappij was tegen het eind van de 19e eeuw gevestigd in Egypte, met het geopolitiek belangrijke nieuwgebouwde Suezkanaal en in het zuiden van Afrika, het huidige Zuid-Afrika en aangrenzende landen. Het Britse streven was erop gericht, het gehele oostelijke deel van Afrika te beheersen, waarmee een ononderbroken imperium van de Nijl tot aan kaap de Goede Hoop zou ontstaan. Dit streven leidde onder meer tot de kolonisatie van het huidige Kenia en Oeganda.
De Franse koloniale overheersing was in die periode gevestigd in West-Afrika en werd gestaag uitgebreid in oostelijke richting (het huidige Mali, Niger en Tsjaad). Het doel was, de beheersing te verkrijgen over een ononderbroken strook grondgebied dat zich tussen evenaar en kreeftskeerkring over de gehele breedte van het continent uitstrekte. Hiermee zouden alle grondstoffen in het gebied en de voor economische exploitatie benodigde handelsroutes naar de Atlantische oceaan enerzijds en Rode zee anderzijds in Franse handen zijn.
Het snijpunt van beide veroveringstochten was geografisch gelegen in de oostelijke Soedan. Deze regio was voor Frankrijk van strategisch belang om de Britse expansie in zuidelijke richting vanuit Egypte een halt toe te kunnen roepen, waardoor Frankrijk in een betere diplomatieke positie kwam in onderhandelingen over de machtsverdeling in Egypte. Volgens het protocol van Berlijn moest een miliaire en bestuurlijke orde gevestigd zijn om erkenning te kunnen krijgen als koloniaal heerser.
De exacte locatie was een halfvervallen fort aan de oever van de Boven-Nijl, circa 500 kilometer ten zuiden van Khartoem. Het voornemen van de Franse regering was, hier een basis te vestigen van waaruit een verdere uitbreiding van de Britse invloed tot staan gebracht zou kunnen worden. (De bevoorrading van een dergelijke basis zou echter niet eenvoudig zijn geweest.) Deze plannen waren bij de Britten bekend, wier diplomaten en juristen de Franse aktie als "An unfriendly act" bestempelden.

## De Franse expeditie

Feitelijke koloniale invloedssferen in Afrika en de Franse en Britse expedities die leidden tot het Fashoda-incident.

De kapitein Jean-Baptiste Marchand trok vanuit Brazzaville gedurende ruim een jaar door de jungle en door de moerassen van de Boven-Nijl, om op 10 juli 1898 in Fashoda te arriveren, en in het fort een basis te vestigen. In feite bestond zijn opdracht verder uit het afwachten van de ontwikkelingen. Marchand had zelf op 11 september 1895 in Parijs bij het ministerie van Koloniën en Buitenlandse Zaken het plan voor een "Kongo-Nijlmissie" ingediend. Het doel van zijn missie was om de Franse invloed in het achterland van de Kongo te versterken zodat Frankrijk daar al aanwezig zou zijn op het moment dat de Britten arriveerden. Met name het ministerie van Koloniën zag brood in zijn plannen. Doordat de regering in Frankrijk in deze periode instabiel was en er vaak nieuwe premiers waren vertrok hij pas op 25 juni 1896 naar Afrika.
De expeditie vertrok op 24 juli 1896 uit Loango in Frans-Congo. De expeditie bestond uit zes officieren, vier Europese onderofficieren, een dokter, een tolk, een secretaris, een landschapsschilder en 150 Senegalese militairen. Naast wapens, reismateriaal en voeding werden ook allerlei ruilwaren (bijvoorbeeld 70.000 meter textiel, 16.000 kilo Venetiaanse kralen, 1300 liter rode bordeauxwijn, foie gras, truffels, cognac en champagne) meegenomen om onderweg verdragen met inlandse heersers te kunnen sluiten. De afstand die ze moesten afleggen, bedroeg ongeveer 5.000 kilometer, vrijwel geheel door onbekend terrein. Volgens de planning van Marchand zou hij hooguit een jaar, liever nog tien maanden, onderweg zijn naar Fashoda, op zijn laatst op 1 januari 1898. Tegen zijn zin in moest Marchand van de Franse bestuurders in het gebied om veiligheidsredenen over de zijstromen van de Kongo reizen. Hierdoor moest hij met stoomscheepjes reizen die vaak gedemonteerd moesten worden om voorbij watervallen gedragen te worden. In november 1897 werd een zijstroom van de Bahr al Ghazal bereikt, de Sue. Deze rivier stroomt verder naar de Nijl waar Fashoda ligt. Doordat deze rivier vrijwel droog lag tussen november en mei, maakte de expeditie erg weinig vorderingen. Op 4 juni 1898 werd besloten het stoomschip achter te laten en verder te gaan met kano's. De vorderingen die toen gemaakt werden stelden in eerste instantie nog niet zoveel voor: op sommige dagen maar een paar honderd meter. Op 25 juni werd dan eindelijk de Bahr al Ghazal bereikt vanwaar de reis een stuk voorspoediger ging. Op 30 juni bereikte Marchand de Witte Nijl, om uiteindelijk op 10 juli om 17.00 uur in Fashoda te arriveren.

## De Britse expeditie
De Britse expeditie stond onder leiding van generaal Horatio Kitchener, in naam optredend als sirdar (bevelhebber) van het Egyptische leger. De expeditie was uitgezonden onder het voorwendsel  de dood te wreken van generaal Gordon, die in 1885 smadelijk aan zijn eind gekomen was bij de opstand van de zelfverklaarde Mahdi. Dit was bij de Slag bij Omdurman op 2 september 1898 goed gelukt, en op 4 september nam Kitchener Khartoem in. De werkelijke bedoeling van de expeditie was echter het veroveren van de Boven-Nijl om een halt toe te roepen aan de Franse expansie in Soedan. Dat vernam Kitchener pas na de slag bij Omdurman uit zijn reeds meegegeven orders van Lord Salisbury, de Britse premier.
Uit het verhoor van krijgsgevangenen bleek dat er in dat gebied reeds blanken aanwezig waren; toen men de door hen meegevoerde vlag beschreef, werd duidelijk dat een Franse aanwezigheid reeds een feit was. Kitchener besloot terstond op te trekken.
De Britse expeditie bestond uit 100 Britse en 2500 Soedanese militairen, vervoerd in vijf kanonneerboten. Op 18 september 1898 bereikte men Fashoda, waar een koerier vooruit werd gezonden om hun komst aan te kondigen. Het Franse antwoord bevatte, behalve complimenten met de verovering van Khartoem, de mededeling dat een groot deel van Afrika, door het sluiten van een aantal verdragen, inmiddels onder de Franse invloedssfeer was gebracht en door Frankrijk als het zijne geclaimd werd.
De praktische waarde van dergelijke verdragen, die in die tijd frequent gesloten werden, kan worden betwijfeld. Niet alleen hadden de westerse mogendheden weinig mogelijkheden om naleving af te dwingen; de andere partij bij een dergelijk verdrag was zich vaak niet precies bewust van de reikwijdte en strategische betekenis van een dergelijk verdrag. Er zijn anekdotische aanwijzingen dat bij een dergelijke "race om het verdrag" de Britten een inheemse heerser zekerheidshalve lieten verklaren dat hem niet bekend was dat er een Duitse keizer bestond.

## De confrontatie
Op 19 september 1898 ontmoetten Marchand en Kitchener elkaar aan boord van het "vlaggenschip" van Kitchener. Na verbale schermutselingen werd een compromis bereikt. De Britten vestigden hun garnizoen even ten zuiden van het fort van Marchand, onder de Egyptische in plaats van de Britse vlag, en claimden formeel het gebied in naam van de Khedief van Egypte. Van pogingen om elkaars aanwezigheid met wapengeweld te beëindigen werd vooraf afgezien. Het werd aan de politici en diplomaten overgelaten om een oplossing te vinden.

Kitchener verliet hierna het gebied, met achterlating van een deel van de troepen.
Deze situatie bracht voor Marchand overigens met zich mee dat hij feitelijk een gevangene was; zijn mogelijke ontsnappingsroutes waren, zowel in noordelijke als in zuidelijke richting, afgesneden.
Gedurende enkele maanden leek dit geschil te escaleren tot een serieuze oorlogsdreiging. Bij een oorlog zouden de Britten in het voordeel zijn, mede door een grotere en modernere zeemacht.

## De afloop

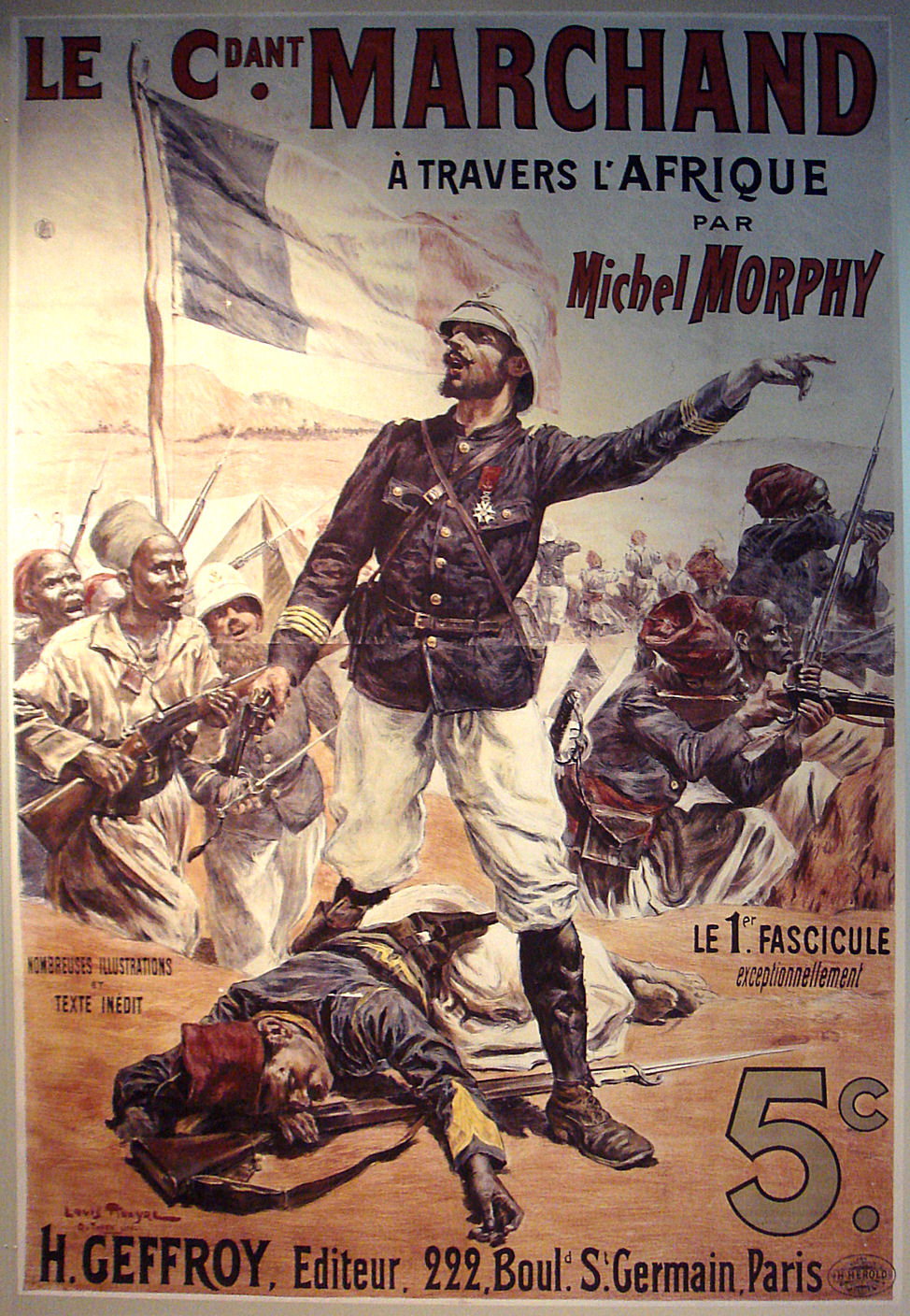
Marchand in Franse propaganda.

De Franse politiek werd in die tijd beheerst door de Zaak-Dreyfus, waarbij het leger ernstig in opspraak kwam. Toen tevens duidelijk werd dat Frankrijk bij een eventuele oorlog niet op bondgenoten hoefde te rekenen, werden onderhandelingen geopend die in maart 1899 leidden tot een compromis waarbij Frankrijk aan het Verenigd Koninkrijk de soevereiniteit over het gebied van de Boven-Nijl toekende, en het Verenigd Koninkrijk aan Frankrijk de heerschappij over Marokko gaf. (Zoals destijds gebruikelijk werd de mening van de inheemse bevolking hierbij niet van belang geacht. Na de Tweede Marokkaanse Crisis zou Marokko in 1912 formeel een Frans protectoraat worden.)
Kapitein Marchand was, met de toen overgebleven zes Franse en circa zeventig Senegalese militairen, in december 1898 reeds vertrokken via Djibouti. Het aanbod van een comfortabeler terugreis via Egypte had hij afgewezen.
Achteraf bleek het Fashoda-incident het laatste conflict tussen het Verenigd Koninkrijk en Frankrijk over koloniale ambities. De in 1904 bereikte overeenstemming werd bekend als de Entente Cordiale, waarin de Britse en Franse invloedssferen wereldwijd werden afgebakend, overigens vooral geïnspireerd door de groeiende macht van Duitsland. De door de Britten nagestreefde doorgaande "spoorlijn van de Kaap naar Caïro" is er nooit gekomen. De naam Fashoda werd door de Britten gewijzigd in Kodok, naar verluidt om Franse gevoelens te ontzien.
Marchand werd bij zijn terugkeer bevorderd tot luitenant-kolonel, en bracht het uiteindelijk tot generaal. Kitchener werd in de adelstand verheven als Lord Kitchener of Khartoum, en bevorderd tot veldmaarschalk.